# Сухобжезьниця
Сухобжезьниця (пол. Suchobrzeźnica, нім. Birkenfließ) — село в Польщі, у гміні Осек Староґардського повіту Поморського воєводства.
Населення — 57 осіб (2011).
У 1975-1998 роках село належало до Гданського воєводства.

## Демографія
Демографічна структура станом на 31 березня 2011 року:
|          | Загалом | Допрацездатний вік | Працездатний вік | Постпрацездатний вік |
| -------- | ------- | ------------------ | ---------------- | -------------------- |
| Чоловіки | 30      | 2                  | 24               | 4                    |
| Жінки    | 27      | 5                  | 15               | 7                    |
| Разом    | 57      | 7                  | 39               | 11                   |